# セントクレア郡 (ミシガン州)
セントクレア郡（英: St. Clair County）は、アメリカ合衆国ミシガン州の郡である。人口は16万0383人（2020年）。郡庁所在地はポートヒューロンであり、同郡で人口最大の都市である。デトロイト都市圏に属している。セントクレア郡は1820年9月20日に創設され、1821年に組織化された。

## 郡名の由来
セントクレア郡はセントクレア湖の西岸にあり、郡の名前もこれから採られた。フランス人探検家ロベール＝カブリエ・ド・ラ・サールが1679年8月12日にセントクレア湖に入ったが、この日はアッシジのキアラ（"Saint Clare of Assisi"）の祝日だったので、"Lac Sainte-Claire" と名付けたのが始まりだった。この湖は1710年のイギリスによる地図に既にセントクレア湖（"Saint Clare"）として載っている。しかし1755年のミッチェルの地図では、現在あるように "St. Clair" という綴りになっていた（末尾の"e"が無い）。アメリカ独立戦争の時の将軍で、北西部領土の初代知事を務めたアーサー・セントクレアに因む命名とする史料もあるが、セントクレア将軍が有名人になる前に地図に載っていたのは事実である。それでも湖の名前が将軍の名前と1つになって、他の都市や地名になった可能性も否定できない。例えば、セントクレア郡、セントクレア郡区、セントクレア市、セントクレアショアーズ市である。
また郡名の由来を、パイン川がセントクレア川に合流する地点に土地を購入したイギリス人士官パトリック・シンクレアと混同することもある。シンクレアはそこに1764年にシンクレア砦を建設し、20年間近く使用した後に放棄した。

## 地理
アメリカ合衆国国勢調査局に拠れば、郡域全面積は836.63平方マイル (2,166.9 km2)であり、このうち陸地724.37平方マイル (1,876.1 km2)、水域は112.56平方マイル (290.8 km2)で水域率は13.42%である。「親指」と呼ばれるヒューロン湖に突き出る半島を構成する5郡の1つであり、経済的には隣接するデトロイト都市圏、サニラック郡、およびカナダのオンタリオ州ラムトン郡との結びつきが強い。またフリント/トリシティーズ地域に属してもいる。「親指」の中でも「ブルーウォーター地域」の主要郡でもある。

### 主要高規格道路
- 州間高速道路69号線は西のランシングやフリントから郡内に入り、ポートヒューロンのブルーウォーター橋に近づいた所で終わっている
- 州間高速道路94号線はデトロイト都市圏を横切った後に南西から郡内に入り、州間高速道路69号線と共にポートヒューロンのブルーウォーター橋に近づいた所で終わっている。カナダ国境を越えてオンタリオ州サーニアからはオンタリオ州道402号線になって東に向かう
- 州間高速道路69号線産業道路
- 州間高速道路94号線産業道路
- ミシガン州道19号線
- ミシガン州道25号線はベイシティに始まってヒューロン湖とサギノー湾の湖岸を辿り、ポートヒューロンの北、州間高速道路94号線/同69号線と州間高速道路94号線産業道路/同69号線産業道路の交差点で終わっている
- ミシガン州道29号線
- ミシガン州道136号線
- ミシガン州道154号線、セントクレア湖のハーセン島に通じている

### 隣接する郡
- サニラック郡 - 北
- ラピーア郡 - 西
- マコーム郡 - 南
- カナダ、オンタリオ州、ラムトン郡 - 東

## 人口動態
以下は2000年の国勢調査による人口統計データである。
| 基礎データ - 人口: 163,040人 - 世帯数: 63,841 世帯 - 家族数: 44,238 家族 - 人口密度: 87人/km2（226人/mi2） - 住居数: 71,822軒 - 住居密度: 39軒/km2（100軒/mi2） 人種別人口構成 - 白人: 92.1% - アフリカン・アメリカン: 2.4% - ネイティブ・アメリカン: 0.4% - アジア人: 0.5% - その他の人種: 0.1% - 混血: 1.7% - ヒスパニック・ラテン系: 2.9% | 年齢別人口構成 - 18歳未満: 23.7% - 18-24歳: 8.0% - 25-44歳: 23.8% - 45-64歳: 30.1% - 65歳以上: 14.5% - 年齢の中央値: 41歳 - 性比（女性100人あたり男性の人口） - 総人口: 98.1 - 18歳以上: 95.7 世帯と家族（対世帯数） - 18歳未満の子供がいる: 31.3% - 結婚・同居している夫婦: 52.9% - 未婚・離婚・死別女性が世帯主: 11.4% - 非家族世帯: 30.7% - 単身世帯: 25.5% - 65歳以上の老人1人暮らし: 17.4% - 平均構成人数 - 世帯: 2.52人 - 家族: 3.01人 | 収入と家計 - 収入の中央値 - 世帯: 44,369米ドル - 家族: 53,207米ドル - 性別 - 男性: 30,056米ドル - 女性: 16,771米ドル - 人口1人あたり収入: 22,390米ドル - 貧困線以下 - 対人口: 15.4% - 対家族数: 10.4% - 18歳未満: 22.7% - 65歳以上: 6.8% |

## 郡政府
郡政府は郡監獄の運営、地方道の維持、地方裁判所の運営、権利譲渡と抵当権設定記録など重要記録の維持、公衆衛生規制の管理、福祉など社会サービスの項目で州の施策への参加を行う。郡政委員会は予算を管理するが、法や条例を作るのは限定付き権限である。ミシガン州では、警察と消防、建設と区画割、税評価、街路維持など地方政府の大半機能は個々の都市と郡区の責任である。

## 郡区
セントクレア郡は下記23の郡区に分割されている。
| - バーリン - ブロックウェイ - バーチビル - カスコ - チャイナ - クレイ | - クライド - コロンバス - コットレルビル - イーストチャイナ - エメット - フォートグラティオット・チャーター | - グラント - グリーンウッド - アイラ - キノッキー - キンボール - リン | - マッシー - ポートヒューロン - ライリー - セントクレア - ウェールズ |

## 都市と町
| 都市 - アルゴナック - マリーンシティ - メアリーズビル - メンフィス - ポートヒューロン - 郡庁所在地 - リッチモンド - セントクレア - イエール 村 - キャパック - エメット | 未編入の町 - アボッツフォード - アデア - アレントン - アンカービル - アトキンス - アボカ - アバロンビーチ - ベドア - ベルリバー - バービル - ブレイン - ブロードブリッジステーション - ブロックウェイ - カスコ | - チェリービーチ - クレイズランディング - コロンバス - コープランドコーナー - フェアヘイブン - ファーゴ - フォスター - ガーデンデール - グランドポイント - グッデルズ - ホーソーン - ジェッド - キンボール - キーワーディン - レイクポート | - ラムズ - レスタービル - メイプルリーフ - マーティンデールビーチ - ミラー - ミュアーズ - マットンビル - ノースレイクポート - ノースストリート - パーチポイント - パールビーチ - ピーターズ - ポイントートランブル - ラトルラン - ライリーセンター | - リバーサイド - ロバーツランディング - ルビー - サンスーシ - スミスクリーク - スナイダービル - サウスパーク - スパーリングビル - スタービル - タッパン - ソーントン - ワダムズ - ウェールズ - ウェストタッパン |